# Anolis pachypus
Anolis pachypus (товстий аноліс) — вид ігуаноподібних ящірок родини анолісових (Dactyloidae). Мешкає в Центральній Америці.

## Поширення і екологія
Товсті аноліси мешкають в горах на заході Панами та на крайньому сході Коста-Риці. Вони живуть у вологих гірських тропічних лісах, на вкритих мохом деревах. Зустрічаються на висоті від 1370 до 2500 м над рівнем моря.